# 金田陽介
金田 陽介（かねだ ようすけ、10月17日 - ）は、日本の漫画家。三重県鈴鹿市出身。男性。

## 来歴
読み切り『氷山』で第84回週刊少年マガジン新人漫画賞佳作を受賞。同作が『マガジンSPECIAL』2010年8月号に掲載、デビューする。
渡辺静のアシスタントを経て、2012年（平成24年）から2014年（平成26年）まで『星天高校アイドル部!』を連載。2015年（平成27年）から2019年（令和元年）にかけては『寄宿学校のジュリエット』を連載した。

## 人物
大阪芸術大学芸術学部キャラクター造形学科卒業。
私生活では既婚者であり、2020年（令和2年）8月18日に第1子が誕生した。

## 作品リスト

### 連載
- 星天高校アイドル部!（『マガジンSPECIAL』2012年No.4 - 2014年No.1）
- 寄宿学校のジュリエット（『別冊少年マガジン』2015年8月号 - 2017年7月号→『週刊少年マガジン』2017年43号 - 2019年40号）
- 黒猫と魔女の教室（『マガジンポケット』2022年3月16日[2] - 連載中）

### 書籍
全て講談社の「講談社コミックス」より刊行される。
- 『星天高校アイドル部!』、2012年 - 2014年、全4巻
- 『寄宿学校のジュリエット』、2015年 - 2019年、全16巻
- 『黒猫と魔女の教室』、2022年 - 刊行中、既刊12巻（2025年8月7日現在）

### その他
- 化物画廊（2018年）第3話 描き下ろしイラスト
- 黒岩メダカに私の可愛いが通じない ファンアート（『週刊少年マガジン』2022年40号[3]）
- ささやくように恋を唄う 公式コミックアンソロジー（2024年）イラスト[4]

## 関連人物
- 渡辺静 - 師匠